# 亨施塔尔
亨施塔尔是德国莱茵兰-普法尔茨州的一个市镇。总面积3.46平方公里，总人口346人，其中男性171人，女性175人（2011年12月31日），人口密度100人/平方公里。